# 阿勒哈利法王朝
阿勒哈利法王朝（阿拉伯语：‎ / ALA-LC:  / 英語：）是巴林王國的王室，信奉伊斯兰教遜尼派。目前的族長是哈麥德（Hamad ibn Isa Al Khalifa），1999年成為巴林埃米爾，2002年自稱為巴林國王。巴林王國大多數的內閣成員來自阿勒哈利法家族。獨立後兩任巴林首相亦是該家族之成員，現任首相為王儲薩勒曼，是現任國王的長子。